# Paolo Camossi
Paolo Camossi (* 6. ledna 1974) je bývalý italský atlet, halový mistr světa v trojskoku z roku 2001.

## Kariéra
Na světovém šampionátu v Seville v roce 1999 obsadil v soutěži trojskokanů páté místo. O rok později vybojoval v této disciplíně na halovém mistrovství Evropy bronzovou medaili. Jeho největším úspěchem se stal titul halového mistra světa v roce 2001.

## Osobní rekordy
- venku – 17,45 m – 2000